# كرايغ ماكوين
كرايغ ماكوين (بالإنجليزية: Craig McKeown)‏ هو لاعب كرة قدم بريطاني في مركز الدفاع، ولد في 16 مارس 1985 في أبردين في المملكة المتحدة. لعب مع بيرويك راينجرز ودونفرملين أثلتيك ونادي دندي ونادي ستيرلينغ ألبيون ونادي كلايد.

## وصلات خارجية
- كرايغ ماكوين على موقع قاعدة بيانات كرة القدم.إي يو (الإنجليزية)
- كرايغ ماكوين على موقع Soccerbase.com (لاعب) (الإنجليزية)